# Platanthera × hybrida
Platanthera × hybrida là một loài thực vật có hoa trong họ Lan. Loài này được Brügger miêu tả khoa học đầu tiên năm 1880.